# Kristo Ferkic
Kristo Ferkic (* 17. August 1998 in Hamburg) ist ein deutscher Schauspieler.

## Leben
Kristo Ferkic stand erstmals im Alter von sechs Jahren für fünf Folgen der Fernsehserie Die Rettungsflieger vor der Kamera. Seine erste Kinorolle hatte er im Historienepos Henri 4, wo er den jungen König Henri verkörperte.
Bekannt machte ihn seine erste Hauptrolle als Victor in der Jugendbuchverfilmung Das Haus der Krokodile (2011), wo er an der Seite seiner Schwestern Vijessna und Joanna Ferkic zu sehen war. 2012 bekam er die Rolle des Hardy in Fünf Freunde 2.
Kristo Ferkics Geschwister Vijessna, Joanna, Arissa und Jaime Ferkic sind ebenfalls Schauspieler, einzig die älteste Schwester Lilja ist nicht im Filmgeschäft tätig.

## Filmografie (Auswahl)
- 2004–2007: Die Rettungsflieger (Fernsehserie, 5 Folgen)
- 2005: Doppelter Einsatz (Fernsehserie, 1 Folge)
- 2005: Tatort – Schattenhochzeit (Fernsehreihe)
- 2006: Das Duo – Auszeit
- 2006: Mutterglück (Fernsehfilm)
- 2008: Unser Charly (Fernsehserie, 1 Folge)
- 2008: Der Prinz von nebenan (Fernsehfilm)
- 2010: Henri 4
- 2010: Sommerlicht (Fernsehfilm)
- 2010: Die Kinder von Blankenese (TV-Doku)
- 2011: Im Fluss des Lebens (Fernsehfilm)
- 2011: Großstadtrevier – Schein und Sein (Fernsehserie)
- 2012: Eine Hand wäscht die andere (Fernsehfilm)
- 2012: Das Haus der Krokodile
- 2013: Fünf Freunde 2
- 2014: Die Schneekönigin
- 2014: Löwenzahn (Fernsehserie, 2 Folgen als Jannis Haxli)
- 2016: In aller Freundschaft – Folge 751: Liebende Mütter (Fernsehserie)
- 2018: Was uns nicht umbringt
- 2018: Von Liebe und Krieg
- seit 2018: Frühling (Fernsehfilmreihe)
- 2019: Der Lehrer – In einer Woche bettelt er um Sex! (Fernsehserie)
- 2019: SOKO Hamburg – Herr Dückers (Fernsehserie)
- 2022: Die Pfefferkörner (Fernsehserie, Folge 222)
- 2022: Großstadtrevier – Die letzte Reise (Fernsehserie)